# Hellsing
Hellsing (ヘルシング, Herushingu, estilizado HELLSING) é uma série de mangá japonesa escrita e ilustrada por Kouta Hirano. Foi serializado na revista de mangá seinen de Shōnen Gahōsha, Young King OURs, de abril de 1997 a setembro de 2008, com seus capítulos coletados em dez volumes tankōbon. A série narra os esforços da misteriosa e secreta Organização Hellsing enquanto ela combate vampiros, ghouls e outros inimigos sobrenaturais que ameaçam a Inglaterra. A série foi licenciada para lançamento em inglês na América do Norte pela Dark Horse Comics. De 2002 a 2006, Hirano lançou uma série prequela de seis capítulos, Hellsing: The Dawn, em Young King OURs Zōkan (mais tarde Young King OURs+ antes de encerrar a publicação)Uma adaptação de uma série de anime para televisão de treze episódios de Gonzo, dirigida por Umanosuke Iida e Yasunori Urata, com roteiro de Chiaki J. Konaka, foi transmitida pela Fuji Television de outubro de 2001 a janeiro de 2002. Uma Original Video Animation (OVA) de dez episódios, intitulada Hellsing Ultimate, foi produzida por Geneon. Seguiu o enredo do mangá mais de perto do que a série de anime. Foi lançado entre fevereiro de 2006 e dezembro de 2012. Na América do Norte, tanto a série de TV quanto o OVA foram primeiro licenciados pela Geneon Entertainment e posteriormente pela Funimation. Após o anúncio de que Funimation seria unificado sob a marca Crunchyroll, tanto Hellsing quanto Hellsing Ultimate foram transferidos para a plataforma em 2022.

## Trama
Em  1996, o autor de mangá Kouta Hirano publicou um one-shot, intitulado Hellsing: The Legends of Vampire Hunter, na revista hentai Comic Kairakuten da Wanimagazine. Hirano comentou que não era sua intenção criar uma história desse gênero, e que queria apenas criar uma história de ação "um tanto ousada". Hirano disse que a história original não demorou muito para ser criada e que o fato de estar desenhando hentai na época lhe deu a oportunidade de publicá-la. Depois, Hirano considerou criar outra história, utilizando a mesma ambientação, retirando o lado erótico e focando mais na ação, explicando que essa foi a origem de Hellsing. Dado o seu universo "atípico", Hirano e a editora, Shōnen Gahōsha, decidiram testar a recepção com os leitores, explicando que essa foi a razão pela qual o início da série pode parecer "um pouco desconexo", e que depois da recepção acabou para ser positivo, decidiu-se torná-lo uma obra seriada.
Hirano afirmou que queria fazer uma história com tiroteios, mas que uma história de vampiros armados não funcionaria com Alucard sendo retratado como um "vampiro estereotipado", então Hirano acrescentou a ele um chapéu e um casaco longo, afirmando: "[eu ] Ainda é sombrio e ameaçador, mas apenas mais adequado ao comportamento dele. Eu sempre invento os personagens antes da história. Hirano disse que recebeu vários comentários comparando o design de Alucard ao Vash the Stampede de Trigun (cuja continuação, Trigun Maximum, também foi publicada em Young King OURs), expressando que ele "não deveria ter dado a ele os óculos de sol". Hirano disse que, devido à "história sombria e desoladora", queria criar alguém que tornasse a série "um pouco mais calorosa" e uma personagem feminina envolvida também, então criou a personagem de Seras Victoria, que ofereceu a oportunidade " para ambos ao mesmo tempo", acrescentando que ela é "a única que se destaca da escuridão". Hirano comentou que pelas referências a personagens históricos, mitologia e cultura pop presentes na série, ele não fez pesquisas específicas, afirmando que não é "alguém com muita cultura", mas sim "apenas um otaku", e que todas as referências vieram do que ele viu e leu da "paixão otaku ".
O produtor de anime, Yasuyuki Ueda, comentou que para Hellsing Ultimate ele queria fazê-lo como uma Original Video Animation (OVA) em vez de uma série de televisão devido ao limite de tempo que implica o primeiro, e como ele era fã da série, ele queria dedicar mais tempo para "tirar mais proveito do mangá", acrescentando que o OVA lhe permitiu fazer muito mais do que a série de TV. Ele discutiu o assunto com o escritor Yōsuke Kuroda e concordou em escrever o roteiro. Ueda comentou, na época, que várias séries usavam animação CGI, o que ele disse ser "muito demorado", principalmente na hora de incorporá-lo à animação tradicional, mas que como o projeto seria um OVA, eles tinham o " luxo" para trabalhar com ele, e que ele queria usá-lo para armas e balas para torná-los realistas.

## Mídia

### Mangá
Escrito e ilustrado por Kouta Hirano, Hellsing foi serializado por onze anos na revista de mangá seinen de Shōnen Gahōsha, Young King OURs, de 30 de abril de 1997, lançado em 30 de abril de 1997. a 30 de setembro de 2008. Seus 89 capítulos individuais foram coletados por Shōnen Gahōsha em dez volumes tankōbon, lançados de 24 de setembro de 1998, a 27 de março de 2009.
Na América do Norte, a série foi licenciada para lançamento em inglês pela Dark Horse Comics em 2003. Os dez volumes foram lançados de 1º de dezembro de 2003, a 19 de maio de 2010. Em janeiro de 2020, a Dark Horse Comics anunciou que relançaria a série em uma edição de luxo de três volumes, com mais de 600 páginas cada. Os volumes foram lançados de 15 de julho de 2020 a 16 de junho de 2021.
Chuang Yi licenciou a série em inglês em Singapura. Madman Entertainment lançou a série na Austrália e na Nova Zelândia.

#### Crossfire
Crossfire é uma história One-shot de três capítulos, que foi publicada na extinta revistaComic Master [ja] da Hobby Japan. Segue Heinkel Wolfe e Yumie Takagi, uma freira católica e assassina que trabalha para a organização Iscariotes. Eles se autodenominam “agentes terrenos do castigo divino”. Crossfire também conta com participações especiais de Alexander Anderson e Enrico Maxwell, o chefe de Iscariotes. Ao longo dos três capítulos, Heinkel e Yumie enfrentam uma variedade de oposição, incluindo terroristas islâmicos, revolucionários comunistas e, finalmente, um obscuro culto pagão. Crossfire como trabalho paralelo foi descontinuado por Kouta Hirano, mas foi republicado nos três primeiros volumes de Hellsing como extra. Crossfire foi adaptado para um CD dramático e incluído em Hellsing Ultimate OVA 6 e 7.

#### Hellsing: The Dawn
Uma série prequela, intitulada Hellsing: The Dawn, foi publicada Young King OURs Zōkan (mais tarde Young King OURs+ antes de ser descontinuado), com seis capítulos lançados das edições de março de 2002 a março de 2006; a série permanece incompleta. The Dawn apresenta Walter C. Dornez e Alucard, de quatorze anos, na forma de uma jovem, atacando a base de operações da Millennium na Polônia controlada pelos nazistas em setembro de 1944, durante a Revolta de Varsóvia.

### Anime

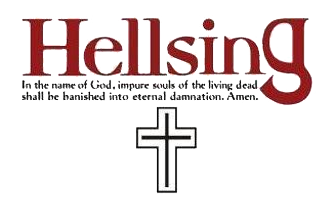
Logo do Anime

O mangá foi adaptado para uma série de anime de treze episódios por Gonzo. A série foi dirigida por Yasunori Urata, sob direção principal de Umanosuke Iida, e escrita por Chiaki J. Konaka. A série usa os mesmos personagens e cenários, mas narra uma história diferente de seu mangá original. Foi transmitido pela Fuji TV de 11 de outubro de 2001 a 17 de janeiro de 2002. O tema de abertura da série é "Logos Naki World" (ロゴスなきワールド, Rogosu Naki Wārudo, "A World Without Logos") de Yasushi Ishii e o tema de encerramento é "Shine" de Mr. Big.
Na América do Norte, a série foi licenciada pela primeira vez pela Pioneer Entertainment (mais tarde Geneon USA). Quatro conjuntos de DVD foram lançados entre 23 de julho de 2002, e 21 de janeiro de 2003. A série foi transmitida nos Estados Unidos pela Starz! do canal Encore Action, como parte de seu bloco de programação noturno Animidnight, começando em outubro de 2003. A série foi posteriormente adquirida pela Funimation em 2010; eles lançaram a série em um DVD completo em 13 de novembro de 2012. Após o anúncio de que Funimation seria unificado sob a marca Crunchyroll, a série foi movida para a plataforma em 2022.
No Reino Unido, a série foi licenciada pela primeira vez pela ADV Films, que lançou quatro DVDs de 21 de julho de 2003, a 19 de janeiro de 2004. A série foi posteriormente licenciada pela Manga Entertainment e lançada em um box de quatro discos em 12 de agosto de 2013. Na Austrália e na Nova Zelândia, a série foi licenciada pela Madman Entertainment, que lançou quatro DVDs em 13 de novembro de 2002 e 11 de fevereiro de 2003.

### OVA
Em abril de 2005, foi anunciado que uma nova adaptação de Original Video Animation (OVA), intitulada Hellsing Ultimate (ainda conhecida simplesmente como Hellsing no Japão), mais fiel ao mangá original do que à série de TV, seria lançada pela Geneon Entertainment no Japão e América do Norte. Os primeiros quatro episódios do OVA foram animados pela Satelight, dirigidos por Tomokazu Tokoro, e escritos por Yōsuke Kuroda; eles foram lançados de 10 de fevereiro de 2006, a 22 de fevereiro de 2008. Os três episódios seguintes (5–7) foram animados por Madhouse, dirigidos por Hiroyuki Tanaka e escritos por Kuroda; eles foram lançados de 21 de novembro de 2008, a 23 de dezembro de 2009. Os três últimos episódios (8–10) foram animados por Graphinica, dirigidos por Yasuhiro Matsumura (8, 10) e Kenichi Suzuki (9 e 10), e escritos por Kuroda; eles foram lançados de 27 de julho de 2011, a 26 de dezembro de 2012. Cada edição limitada do lançamento do vídeo caseiro dos últimos três episódios incluiu um episódio de Hellsing: The Dawn.
Na América do Norte, a Geneon Entertainment lançou os três primeiros episódios de 5 de dezembro de 2006, a 16 de outubro de 2007. Geneon anunciou que interromperia a autodistribuição de seus títulos em 2007. Os dois primeiros episódios foram transmitidos no bloco de programação Animidnight da Starz Edge em 12 de fevereiro de 2008; os episódios 3 e 4 também foram anunciados para ir ao ar, porém, o quarto episódio não estava pronto com faixa em inglês na época e não foi transmitido. Em 2008, a Funimation anunciou que distribuiria títulos "selecionados" de Geneon, e relançou os três primeiros episódios de Hellsing Ultimate em 16 de setembro do mesmo ano, junto com o quarto episódio em 23 de setembro Em 2010, a Funimation anunciou que havia licenciado os episódios 5–7; em 2011, eles anunciaram que haviam licenciado o 8º episódio também. A Funimation relançou os primeiros quatro episódios em conjuntos de DVD/Blu-ray Disc em 30 de outubro de 2012, enquanto os episódios 5–8 foram lançados nos mesmos formatos em 13 de novembro do mesmo ano. Os episódios 9 a 10 foram lançados em 28 de outubro de 2014. A série foi transmitida no bloco de programação Toonami do Adult Swim de 13 de setembro a 13 de dezembro de 2014. A Funimation lançou todos os episódios em um disco Blu-ray em 4 de junho de 2019. Após o anúncio de que Funimation seria unificado sob a marca Crunchyroll, Hellsing Ultimate foi movido para a plataforma em 2022.

### Trilha sonora
A música da série de anime Hellsing foi composta por Yasushi Ishii. Dois CDs de trilha sonora foram lançados: Raid foi lançado em 22 de novembro de 2001; e Ruins foi lançado em 22 de fevereiro de 2002. Na América do Norte, ambos os CDs foram lançados em 1º de julho e 2 de setembro de 2003, respectivamente.
A música de Hellsing Ultimate foi composta por Hayato Matsuo. Um CD extra, intitulado Warsaw Recording Selection, foi lançado com a edição limitada do quarto episódio em 22 de fevereiro de 2008. O original, Black Dog, foi lançado em 21 de março de 2008; Um CD extra, intitulado Nazi CD, foi lançado com a edição limitada do primeiro box Blu-ray em 22 de outubro de 2010. Um CD extra, intitulado Somehow, Iscariote, foi lançado com a edição limitada do segundo box Blu-ray em 1º de abril de 2015.

### Filme em live-action
Em março de 2021, foi anunciado que a Amazon Studios está desenvolvendo uma adaptação cinematográfica live-action de Hellsing com roteiros de Derek Kolstad. Será produzido por Kolstad, Brian Kavanaugh-Jones e Fred Berger da Automatik, Mike Callaghan e Reuben Liber da Ranger 7 Films e Jason Lust da Soluble Fish Productions.

## Recepção
Os dez volumes do mangá Hellsing venderam 4 milhões de cópias em todo o mundo. Em 2005, o sexto e o sétimo volumes foram classificados na lista da Diamond Comics Distributors dos 48 volumes de mangá mais vendidos nos Estados Unidos naquele ano. Em novembro de 2007, o nono volume estava entre os 10 volumes mais vendidos de acordo com o ranking de vendas mensais do Japão.
Em uma resenha do primeiro volume, Winnie Chow da Animerica comentou que a tradução para o inglês "funciona para realçar os locais e as pessoas da história", e observou que o mangá original contém mais elementos de comédia do que sua adaptação para anime. Chow disse que a violência da série está "em toda parte, o que só é de se esperar quando se está na ocupação de extermínio de mortos-vivos", e que os personagens são "magníficos de se ver em ação quando entram em frenesi, esmagando cabeças sob seus calcanhares para empalar um inimigo com um número incontável de lâminas abençoadas", afirmando em última análise que Hirano "faz violência corretamente". Revendo o primeiro volume, a Publishers Weekly chamou a série de "principalmente uma brincadeira divertida e violenta", afirmando que as disputas religiosas "um tanto estranhas" entre a Igreja Católica e Hellsing são "detalhes bobos" que lhe conferem "algum charme e energia". Eles concluíram: "A narrativa de Hirano é fácil de acompanhar, à medida que close-ups elegantes dos personagens do tipo" somos legais e sabemos disso "explodem em ilustrações violentas de página inteira de caos total." Em uma revisão do primeiro volume, Barb Lien-Cooper da Sequential Tart deu uma nota 7 de 10, elogiando a série por sua construção de mundo e ritmo, mas criticando a "violência repetitiva", afirmando: "[você] Já vi uma cabeça estourada, você viu todas elas." Revendo o primeiro volume, Justin Rich do AnimeOnDVD deu-lhe nota B. Rich comentou que a série é consistente com a ação, e embora tenha afirmado que o primeiro volume não tem uma "sensação real de um arco contínuo", "as ordens aqui são muito agradáveis", e concluiu: "sentar e passar um tempo com o blasé Alucard me deixa ansioso pelo próximo volume." Connie C. da Slightly Biased Manga, em sua resenha do primeiro volume, disse: "tem a quantidade certa de sangue e violência, ótima arte, e gosto de tudo nesta série", concluindo: "leia se você gosta desse tipo de coisa, eu prometo que você vai adorar se não ficar ofendido."
Revendo o quarto volume, Liann Cooper da Anime News Network (ANN) disse que um de seus "maiores pontos fortes" é a narrativa impecável de Hirano, chamando a história de "sombria e sangrenta", mas também "incrivelmente divertida". Cooper concluiu: "combinado com arte altamente detalhada e designs de personagens quase perfeitos, cada batalha cheia de ação e sangue para cada expressão misteriosa de personagem completa uma das séries de mangá mais completas que tive o prazer de ler. Esta é uma série de vampiros terrivelmente atraente que você não pode perder. Hilary Goldstein do IGN, em uma resenha do sexto volume, chamou-o de "o melhor mangá de vampiros que existe", e que "clama adiante com uma inteligência fervilhante e um ritmo frenético, e um estilo que vai além da graça gótica". Revendo o primeiro volume, Ryan Huston da Manga Life deu ao primeiro volume uma nota C. Huston escreveu que a série "pega muito emprestado" dos elementos estilísticos de Blade, Castlevania, The Crow e BloodRayne, também chamando-a de "muito artificial", afirmando que "não há nenhum cheiro de originalidade", e criticando a obra de arte "inconsistente". Em uma crítica mais positiva do oitavo volume, Lori Henderson do mesmo site deu nota A. Henderson escreveu: "Eu geralmente não leio mangás de terror sangrentos, mas para Hellsing, abro uma exceção", afirmando que ela foi "instantaneamente fisgada" pela série, concluindo: " Henderson é um título que faz jus totalmente a é exagero. A arte é fantástica e a história prende você apenas o suficiente para fazer você voltar para ver mais. Também revisando o oitavo volume, Katherine Dacey do PopCultureShock deu nota B+. Dacey disse que o enredo do volume é "absurdo", mas que "os visuais ousados de Hirano, as reviravoltas insanas e as sequências de ação estendidas proporcionam uma leitura divertida, mesmo quando o enredo não faz absolutamente nenhum sentido."
Revendo o décimo e último volume, Davey C. Jones da Active Anime comentou que "não decepciona, mas é sempre triste ver uma série tão boa chegar ao fim", expressando também que a série tem um "estilo único e um anti-herói incrível e alucinante em Alucard", concluindo que é "difícil não deixar de querer mais". Revendo o mesmo volume, Connie C, escrevendo para PopCultureShock, deu-lhe nota B. Ela comentou que a série é "ridícula, violenta, exagerada e absolutamente revela sua devassidão", e chamou o epílogo de "um pouco desanimador", mas afirmou, no entanto, concluiu: "[i] foi violento e repleto de ação da maneira mais extrema possível e momentos de silêncio parecem deslocados. Ele se deleita com a depravação e faz isso melhor e um pouco mais coerente do que a maioria das outras séries que o tentam. É uma verdadeira lenda até o fim. Carl Kimlinger da ANN deu ao volume final uma nota B. Kimlinger criticou seu final, afirmando que o arco final "termina com uma pressa indigna" e que "recorre a algum queijo de anime insultuosamente usado em demasia para acelerar seu final". Kimlinger, no entanto, escreveu que "um Hellsing cansado e apressado ainda é Hellsing", acrescentando que "aqui ainda há ultraviolência demente e indulgências bizarras suficientes em exibição para envergonhar todos, exceto os mais transgressivos dos outros mangás."
Courtney Kraft, do Graphic Novel Reporter, disse que um dos atrativos da série é que "cada membro do elenco é muito unidimensional e, ainda assim, cada um é único, interessante e memorável", elogiando não apenas o elenco principal, mas também as organizações rivais., afirmando que "não faltam personagens interessantes para amar." Kraft disse que a série é "sombria, violenta e perturbadora", mas que apesar de sua natureza gráfica "não deve ser deixada de lado". Kraft disse que a arte de Hirano é "tão detalhada e cheia de movimento que às vezes é impossível dizer exatamente o que está acontecendo", comentando que para alguns leitores pode ser "fascinante" e para outros "apenas frustrante". Kraft concluiu que ler a série é um "risco" e que as pessoas "amam ou odeiam", mas que "para quem ama, pode facilmente se transformar em uma obsessão". Revendo o primeiro volume da edição de luxo, Danica Davidson da Otaku USA, comentando sobre sua representação dos nazistas como "monstros da noite", afirmou que a série "provavelmente funcionaria mais em seu absurdo se ficasse com criaturas fictícias". ."Davidson disse que é "uma série cheia de ação com muitas cenas de batalha sangrentas", e que a nova edição "amplia as páginas para que você possa realmente apreciar os detalhes da arte", acrescentando que os painéis de Hirano são "simplesmente fantásticos". na construção de uma cena."
Em Manga: The Complete Guide, o autor Jason Thompson deu à série 31⁄2 de quatro estrelas, afirmando: "[a] embora a história seja tecnicamente livre de sexo, a frase 'pornografia da violência' não começa a descrever a ação de presas no pescoço e arma na boca. carinhosamente desenhado com silhuetas negras desengonçadas e rostos vorazes e macabros", chamando-o também de uma "obra-prima de violência fetichista em grande escala". Escrevendo para ANN, Thompson o chamou de um de seus mangás favoritos. Ele comentou que uma das coisas fascinantes da série é sua disposição de usar a religião e a história como motivo para "esta grande luta-abate-massacre", chamando-a de "uma das histórias em quadrinhos mais anti-religiosas de todos os tempos" e "demente, mas completamente sincero e original". Thompson concluiu: "Hellsing é uma ode épica à destruição e ao niilismo que toma a forma de uma história de vampiros [...] Pode ser confuso às vezes, às vezes pode sair dos trilhos e demorar um pouco demais., mas é um ótimo mangá com muito estilo pessoal e paixão."